# Denso Airybees 2014-2015
Questa voce raccoglie le informazioni riguardanti le Denso Airybees nella stagione 2014-2015.

## Organigramma societario
Area direttiva
- Presidente: Tsuzuki Shoji

Area tecnica
- Allenatore: Hiroyuki Yamaguchi
- Assistente allenatore: Hitomi Imura

## Rosa
| N° | Nome             | Ruolo | Data di nascita  | Nazionalità sportiva |
| -- | ---------------- | ----- | ---------------- | -------------------- |
| 3  | Riho Ōtake       | C     | 23 dicembre 1993 | Giappone             |
| 4  | Suzuka Hashimoto | S     | 28 agosto 1993   | Giappone             |
| 5  | Yūko Sano        | L     | 26 luglio 1979   | Giappone             |
| 6  | Yuko Suzuki      | S     | 12 agosto 1988   | Giappone             |
| 7  | Yurie Nabeya     | S     | 15 dicembre 1993 | Giappone             |
| 8  | Kaori Inoue      | C     | 21 novembre 1982 | Giappone             |
| 9  | Aya Horie        | S     | 16 dicembre 1994 | Giappone             |
| 10 | Mika Yamada      | L     | 22 giugno 1993   | Giappone             |
| 12 | Miku Izuoka      | S     | 2 luglio 1989    | Giappone             |
| 15 | Mio Mirumoto     | C     | 7 settembre 1995 | Giappone             |
| 16 | Risa Ishii       | S     | 19 maggio 1990   | Giappone             |
| 17 | Omiya Satomi     | S     | 20 luglio 1991   | Giappone             |
| 18 | Erika Sakae      | P     | 3 aprile 1991    | Giappone             |
| 20 | Saki Mashiba     | L     | 30 maggio 1991   | Giappone             |
| 22 | Mizuho Ishida    | S     | 22 gennaio 1988  | Giappone             |
| 24 | Madoka Ishisaka  | S     | 29 giugno 1992   | Giappone             |
| ?  | Mia Jerkov       | S     | 5 dicembre 1982  | Croazia              |

## Mercato
| Acquisti | Acquisti      | Acquisti          | Acquisti   |
| R.       | Nome          | da                | Modalità   |
| -------- | ------------- | ----------------- | ---------- |
| C        | Mio Mirumoto  | Liceo Hyogo       | definitivo |
| S        | Mizuho Ishida | Hisamitsu Springs | definitivo |
| S        | Mia Jerkov    | Bursa BB          | definitivo |

| Cessioni | Cessioni        | Cessioni       | Cessioni   |
| R.       | Nome            | a              | Modalità   |
| -------- | --------------- | -------------- | ---------- |
| S/O      | Indre Sorokaite | River          | definitivo |
| C        | Nanami Inoue    | Hitachi Rivale | definitivo |
| C        | Ayana Kijima    | ?              | ?          |
| L        | Yuruka Eguchi   | ?              | ?          |
| C        | Saki Kagawa     | ?              | ?          |

## Risultati

### Coppa dell'Imperatrice

#### Fase ad eliminazione diretta
| Secondo turno - 11 dicembre 2014 Tokyo Metropolitan Gymnasium, Tokyo    | Denso Airybees | 3 - 0 | Kyoto Tachibana University | 25-14, 25-22, 25-21 |
| Quarti di finale - 12 dicembre 2014 Tokyo Metropolitan Gymnasium, Tokyo | Denso Airybees | 0 - 3 | Okayama Seagulls           | 18-25, 14-25, 13-25 |

## Statistiche

### Statistiche di squadra
| Competizione           | Punti | In casa | In casa | In casa | In trasferta | In trasferta | In trasferta | Campo neutro | Campo neutro | Campo neutro | Totale | Totale | Totale |
| Competizione           | Punti | G       | V       | P       | G            | V            | P            | G            | V            | P            | G      | V      | P      |
| ---------------------- | ----- | ------- | ------- | ------- | ------------ | ------------ | ------------ | ------------ | ------------ | ------------ | ------ | ------ | ------ |
| V.Premier League       |       |         |         |         |              |              |              |              |              |              |        |        |        |
| Coppa dell'Imperatrice | -     |         |         |         |              |              |              |              |              |              |        |        |        |
| Torneo Kurowashiki     | -     |         |         |         |              |              |              |              |              |              |        |        |        |
| Totale                 | -     |         |         |         |              |              |              |              |              |              |        |        |        |

G = partite giocate; V = partite vinte; P = partite perse

### Statistiche dei giocatori
| S. Hashimoto |  |  |  |  |  | Statistiche assenti | Statistiche assenti | Statistiche assenti |
| A. Horie     |  |  |  |  |  | Statistiche assenti | Statistiche assenti | Statistiche assenti |
| K. Inoue     |  |  |  |  |  | Statistiche assenti | Statistiche assenti | Statistiche assenti |
| M. Ishida    |  |  |  |  |  | Statistiche assenti | Statistiche assenti | Statistiche assenti |
| R. Ishii     |  |  |  |  |  | Statistiche assenti | Statistiche assenti | Statistiche assenti |
| M. Ishisaka  |  |  |  |  |  | Statistiche assenti | Statistiche assenti | Statistiche assenti |
| M. Izuoka    |  |  |  |  |  | Statistiche assenti | Statistiche assenti | Statistiche assenti |
| M. Jerkov    |  |  |  |  |  | Statistiche assenti | Statistiche assenti | Statistiche assenti |
| S. Mashiba   |  |  |  |  |  | Statistiche assenti | Statistiche assenti | Statistiche assenti |
| M. Mirumoto  |  |  |  |  |  | Statistiche assenti | Statistiche assenti | Statistiche assenti |
| Y. Nabeya    |  |  |  |  |  | Statistiche assenti | Statistiche assenti | Statistiche assenti |
| R. Ōtake     |  |  |  |  |  | Statistiche assenti | Statistiche assenti | Statistiche assenti |
| E. Sakae     |  |  |  |  |  | Statistiche assenti | Statistiche assenti | Statistiche assenti |
| Y. Sano      |  |  |  |  |  | Statistiche assenti | Statistiche assenti | Statistiche assenti |
| O. Satomi    |  |  |  |  |  | Statistiche assenti | Statistiche assenti | Statistiche assenti |
| Y. Suzuki    |  |  |  |  |  | Statistiche assenti | Statistiche assenti | Statistiche assenti |
| M. Yamada    |  |  |  |  |  | Statistiche assenti | Statistiche assenti | Statistiche assenti |

P = presenze; PT = punti totali; AV = attacchi vincenti; MV = muri vincenti; BV = battute vincenti